# June Foulds
June Florence Foulds, nach Heirat Paul, (* 13. Juni 1934 in London; † 6. November 2020) war eine britische Leichtathletin und Olympiateilnehmerin.
Ihren ersten großen Erfolg feierte sie bei den Europameisterschaften 1950 in Brüssel, als sie mit der 4-mal-100-Meter-Staffel Europameisterin wurde, zusammen mit Elspeth Hay, Jean Desforges und Dorothy Hall. Außerdem gewann sie die Bronzemedaille im 100-Meter-Lauf.
Bei den XV. Olympischen Spielen 1952 in Helsinki gewann sie die Bronzemedaille in der 4-mal-100-Meter-Staffel, zusammen mit ihren Teamkolleginnen Sylvia Cheeseman, Jean Desforges und Heather Armitage, hinter den Teams aus den USA und aus Deutschland.
Bei den XVI. Olympischen Spielen 1956 in Melbourne, Australien, gewann sie die Mannschaftssilbermedaille, zusammen mit ihren Teamkolleginnen Anne Pashley, Jean Scrivens und Heather Armitage, hinter dem Team aus Australien (Gold) und vor dem Team aus den USA (Bronze).